# Rui Oliveira
Rui Oliveira, född, 5 september 1996 i Vila Nova de Gaia, är en portugisisk professionell landsvägscyklist och bancyklist.

## Karriär
Rui Oliveira har cyklat professionellt sedan 2017. Bland hennes meriter kan nämnas guld i scatch vid EM 2021.
Vid OS 2024 tog han guld i madison tillsammans med Iúri Leitão.